# Stemona lucida
Stemona lucida là một loài thực vật có hoa trong họ Stemonaceae. Loài này được (R.Br.) Duyfjes miêu tả khoa học đầu tiên năm 1991.